# Villa Addis-Abeba
 (juillet 2022).
La Villa Addis-Abeba est une villa située sur la commune française de Royan, en Charente-Maritime, construite dans les années 1920-1930 et signée par les entrepreneurs Adolphe Morisset et Otto-Louis Champion. S'élevant sur un terrain arboré de plantes exotiques, cette construction, baptisée « Addis-Abeba » par ses propriétaires achève la période dite des villas orientalistes royannaises de type chalet. 
Caractérisé par ses détails orientaux et son harmonie, cet édifice constituant le patrimoine architectural avant-guerre de Royan, conserve son caractère Belle Époque des villas privées de la Côte de Beauté.

## Présentation
Villa de vacances construite à la demande d'un militaire d'origine royannaise, cette maison s'inscrit dans l'architecture de la Belle Époque des années 1920-1930 caractérisée par des techniques de décoration de l'architecture nouvelle. Pour singulariser leur création, les architectes vont fabriquer un décor en faisant appel à des placages de reliefs en stuc, des colonnades, des cariatides, etc. Cette architecture présente une vision de la résidence secondaire en France de style chalet tout en ayant des inspirations liées à l'Éthiopie.
L'architecte a souhaité intégrer de nombreuses inspirations orientales qui se retranscrivent notamment par la végétation entourant la villa. Cette dernière se situe sur un terrain composé d'arbres tropicaux en plein centre-ville de Royan. Elle est la parfaite illustration des maisons de ces années-là.
Cette villa est très proche par son architecture de deux autres villas royannaises faites par la même entreprise, Morisset & Champion : la villa « Barbicaja », et la villa « Ver-Luisant ».

## Construction de la villa
La villa est construite sur un terrain en centre-ville entre le marché et l'église Notre-Dame. Elle se compose d'un jardin arboré de plantes tropicales.
Cette résidence de vacances prend la forme de type chalet très connue dans l'architecture de villégiature dans l'Entre-deux-guerres. La façade se situe sur le mur pignon et les ouvertures sont réparties symétriquement autour de la porte centrale. Cette répartition symétrique est notamment présente à l'intérieur de la maison avec un couloir central desservant des pièces sur les côtés. 
La façade en pierre est surmontée d'un large débordement de toit soutenu par des aisseliers ; il y a notamment des moellons avec des incrustations de briques vernissées vertes.
La porte d'entrée de la villa, très classique, est surmontée d'une lanterne de maison en fer et verre.
Le nom de la villa, Addis-Abeba, y est gravé dans la pierre sur la façade de la maison.

## Histoire
Construite par l'entreprise royannaise Morisset & Champion, la villa est destinée à un militaire royannais. Ce dernier ayant fait carrière en Éthiopie souhaite que la maison respecte des inspirations éthiopiennes. C'est ainsi que la villa se compose d'éléments colorés verts, d'arcades et de voûtes ainsi que du nom de la capitale éthiopienne : Addis-Abeba. Le nom de la villa a été changé par des propriétaires qui la nommèrent « Castel Bijou » dans les années 1990. Depuis sa restauration par les propriétaires suivants, la villa reprend son identité originelle.
Pendant la Seconde Guerre mondiale, la villa est sans aucun doute réquisitionnée par les Allemands puis occupée par les Américains. Royan ayant été bombardé presque entièrement pendant la fin de la guerre par les Américains, la villa Addis-Abeba fait partie des rares maisons restantes des années 1920-1930 du quartier du Chay-Les Gardes.
Selon de nombreux architectes, cette villa constitue un chef-d'œuvre de l'architecture de la Belle Époque charentaise par son style, son emplacement mais aussi son charme et cachet qui la caractérisent.
Dans le même pâté de maisons, les villas semblables sont nommées Anémone, Manon, Les Glaïeuls, Iris…

## Héritage
Longtemps laissée à l'abandon, la villa n'est plus habitée à partir des années 2000 et est rachetée en 2008 par des propriétaires particuliers provenant de la région, qui vont la rénover tout en conservant l'architecture d'origine.